# Комиссия кнессета по вопросам государственного контроля
Комиссия кнессета по вопросам государственного контроля (ивр. ועדה לענייני ביקורת המדינה‎ — Ваада́ ле-иняне́й бико́рет ха-медина́) — постоянная комиссия кнессета, занимающаяся контролем деятельности государства.

## Информация о комиссии
На данной комиссии обсуждаются отчёты государственного контролёра Израиля, полномочия контролёров и их статус. Комиссия была создана в 1974 году, во время каденции кнессета 8-го созыва, первым председателем стал Йоханан Бадер.
Председатель комиссии: Рони Бар-Он. Члены комиссии (на 22 февраля 2012 года): Офир Акунис, Ури Ариэль, Эйнат Вильф, Амнон Коэн, Ралеб Маджадле, Анастасия Михаэли, Ури Орбах, Марина Солодкина, Роберт Тивьяев, Ципи Хотовели и Кармель Шама.

## Председатели комиссии
- Йоханан Бадер (кнессет 8-го созыва)
- Йосеф Тамир (кнессет 8-го созыва)
- Шмуэль Толедано (кнессет 9-го созыва)
- Авраам Кац-Оз (кнессет 9-го созыва и кнессет 10-го созыва)
- Давид Либаи (11, 12, 13 созывы)
- Дан Тихон (кнессет 13-го созыва)
- Давид Маген (кнессет 13-го созыва)
- Йоси Кац (кнессет 14-го созыва)
- Ран Коэн (кнессет 14-го созыва)
- Ран Коэн (кнессет 15-го созыва)
- Узи Ландау (кнессет 15-го созыва)
- Амнон Рубинштейн (кнессет 15-го созыва)
- Амнон Коэн (кнессет 16-го созыва)
- Мали Полищук-Блох (кнессет 16-го созыва)
- Юрий Штерн (кнессет 16-го созыва)
- Звулун Орлев (кнессет 17-го созыва)
- Михаэль Эйтан (кнессет 17-го созыва)
- Юрий Штерн (кнессет 17-го созыва)
- Эстерина Тратман (кнессет 17-го созыва)
- Йоэль Хасон (кнессет 18-го созыва)
- Рони Бар-Он (кнессет 18-го созыва)